# Aplidium acroporum
Aplidium acroporum är en sjöpungsart som beskrevs av Kott 1992. Aplidium acroporum ingår i släktet Aplidium och familjen klumpsjöpungar. Inga underarter finns listade i Catalogue of Life.